# Apollonio Discolo
Apollonio Discolo (Alessandria d'Egitto, ... – Alessandria d'Egitto, ...; fl. II secolo) è stato un grammatico egizio di epoca romana.

## Biografia
Figlio di Mnesiteo e Ariadne, nacque e morì ad Alessandria d'Egitto e fiorì sotto i regni degli imperatori Adriano e Antonino Pio. Fu uno dei più autorevoli grammatici del suo tempo, sia in base alla testimonianza di suo figlio Elio Erodiano che dei successivi, anche se visse in estrema povertà: tale stato di indigenza sembra avergli procurato quella crisi mentale che gli fece guadagnare il soprannome di Discolo. Prisciano, comunque, definisce sia Apollonio sia il figlio Erodiano i più grandi fra i grammatici, e dichiara che, senza l'ausilio dei loro scritti, non avrebbe mai potuto completare la sua opera.

## Opere
Una lunga lista delle sue opere è fornita dalla Suda, ma di tutti gli scritti lì citati ne restano soltanto quattro: Περὶ συντάξεως τοῦ λόγου μερῶν (La costruzione del discorso), in quattro libri; Περὶ ἀντωνομίας (I pronomi); Περὶ συνδέσμων (Le congiunzioni); Περὶ ἐπιρρημάτων (Gli avverbi).
Fra le opere che Suda ascrive ad Apollonio vi è un Περὶ κατεψευσμένης ἱστορίας (La falsa storia), il cui testo, però, è probabilmente opera di un omonimo Apollonio.

## Traduzioni
- Fred W. Householder, The Syntax of Apollonius Dyscolus, introduzione, traduzione e commento, Amsterdam, John Benjamins, 1981.
- Jean Lallot, Apollonius Dyscole : De la construction (syntaxe), introduzione, testo e traduzione, Parigi, Vrin, 1997, 2 volumi.
- Catherine Dalimier, Apollonius Dyscole : Traité des conjonctions Paris, Vrin, 2001.
- Apolonio Díscolo, Sintaxis, Madrid, Editorial Gredos 1987.